# Polk (Ohio)
Polk és una població dels Estats Units a l'estat d'Ohio. Segons el cens del 2000 tenia 357 habitants.

## Demografia
Segons el cens del 2000, Polk tenia 357 habitants, 124 habitatges, i 103 famílies. La densitat de població era de 136,5 habitants/km².
Dels 124 habitatges en un 37,9% hi vivien nens de menys de 18 anys, en un 68,5% hi vivien parelles casades, en un 8,1% dones solteres, i en un 16,9% no eren unitats familiars. En el 13,7% dels habitatges hi vivien persones soles el 6,5% de les quals corresponia a persones de 65 anys o més que vivien soles. El nombre mitjà de persones vivint en cada habitatge era de 2,88 i el nombre mitjà de persones que vivien en cada família era de 3,12.
Per edats la població es repartia de la següent manera: un 26,6% tenia menys de 18 anys, un 10,4% entre 18 i 24, un 30,3% entre 25 i 44, un 21,6% de 45 a 60 i un 11,2% 65 anys o més.
L'edat mediana era de 34 anys. Per cada 100 dones de 18 o més anys hi havia 91,2 homes.
La renda mediana per habitatge era de 41.875 $ i la renda mediana per família de 43.750 $. Els homes tenien una renda mediana de 30.583 $ mentre que les dones 21.250 $. La renda per capita de la població era de 16.159 $. Aproximadament el 4% de les famílies i el 5% de la població estaven per davall del llindar de pobresa.

## Poblacions més properes
El següent diagrama mostra les poblacions més properes.